# Ридль, Курт
Курт Ридль (нем. Kurt Rydl; род. 8 октября 1947, Вена) — австрийский оперный певец (бас-профундо). Выпускник Московской государственной консерватории имени П. И. Чайковского.

## Биография
Курт Ридль, которого в свое время прозвали «Мега-бас», родился 8 октября 1947 года в Вене. Пению он учился в Венской Академии музыки и в Московской государственной консерватории имени П. И. Чайковского. За свою жизнь певец получил множество призов на различных конкурсах. Курт Ридль выступал на крупных фестивалях в Байройте, Шветцингене, Зальцбурге, Брегенце, Флоренции, Вероне, Мюнхене и Глайндборне.
Оперный репертуар певца насчитывает более 80 ролей российских, немецких, итальянских, французских и чешских авторов. Спектр концертного репертуара певца — от Моцарта до Пендерецкого, от Бетховена до Малера. Его бас особенно выделяется в роли Осмина в Моцартовском «Похищении из Сераля».
Курт Ридль дебютировал в 1976 году в Венской государственной Опере в роли Феррандо («Трубадур»). Потом он исполнял роли: Коллен («Богема»), Пимен («Борис Годунов»), Великий Инквизитор («Дон Карлос»), Командор («Дон Жуан»), Осмин (Похищение из Сераля), Рокко («Фиделио»), Даланд («Летучий голландец»), Роджер (Иоанна Иерусалимского), Король Генрих («Лоэнгрин»), Раймонда («Лючия ди Ламмермур»), Жеронта («Манон Леско»), Талбот («Мария Стюарт»), файт Pogner («Нюрнбергские мейстерзингеры»), Бартоло («Севильский цирюльник»), Титурель и Гурнеманц («Парсифаль»), Спарафучиле («Риголетто»), Фазольт («Золото Рейна»), Хундинг («Валькирия»), Фафнер («Зигфрид»), Хаген (Götterdammerung), Охс (Кавалер розы), Ландграф («Тангейзер»), Клэггэрт (Билли Бадд) и Зарастро (Волшебная флейта) и др.
Некоторое время Курт учился в США по студенческому обмену и владеет английским языком.
В 1996 году был назван австрийским «Камерным певцом» («Kammersänger», почётное звания оперных исполнителей), а в 1999 году стал почетным членом Венской государственной оперы.

## Награды
В 2001 году Курт Ридль был награждён Австрийским крестом чести для науки и искусства, 1-го класса.
В 2016 году, по случаю 40-летия работы в Венской государственной опере, Курт Ридль был удостоен в Вене «Grand Prix de la Culture».